# 绍莫吉盖斯蒂
绍莫吉盖斯蒂，是匈牙利绍莫吉州所辖的一个村。总面积21.71平方公里，总人口479，人口密度22.1人/平方公里（2011年1月1日）。